# Selva Nera
Selva Nera è un'area urbana del Municipio Roma XIV di Roma Capitale (zona "O" 10), situata in zona Z. XLVIII Casalotti.
È situata a nord-ovest della capitale all'esterno del Grande Raccordo Anulare, a sud della zona di Selva Candida. Fa parte del piano di Zona B16.

## Storia
Anticamente il luogo era coperto da una fitta boscaglia, talmente buia da darle il nome di Selva Nera.
Qui furono martirizzate le sante Rufina e Seconda.

## Architetture religiose
- Chiesa di Santa Gemma Galgani, su piazza Castello di Porcareccia. Chiesa del XX secolo (1950-54).

Parrocchia della diocesi di Porto-Santa Rufina.